# Sand City (Kalifornija)
Sand City je grad u američkoj saveznoj državi Kalifornija. Prema popisu stanovništva iz 2010. u njemu je živjelo 334 stanovnika.